# StripGlossy
StripGlossy is een Nederlands striptijdschrift. 
Nummer 0 verscheen in februari 2016 op het stripfestival De Stripdagen in Rijswijk. Nummer 1 werd vervolgens gepresenteerd op de Stripdagen Haarlem in juni 2016.
Aanleiding was het succes van de Bommel Glossy en de daaropvolgende Jan Kruis Glossy - waar ruim 16.000 exemplaren van verkocht werden.
De StripGlossy telt circa 130 pagina's. Elk nummer heeft een gasthoofdredacteur die mede invulling geeft aan het blad. Nummer 1 had als gasthoofdredacteur Daan Jippes. Later volgden onder meer Jan van Haasteren, Kim Duchateau, Martin Lodewijk, Aimée de Jongh, Fred de Heij, Dick Matena, Dino Attanasio, Margreet de Heer, Sander Lantinga, Peter R. de Vries en Koen Maas van De Perfecte Podcast. 
Het blad bevat fotorapportages, interviews en strips. Terugkerende rubrieken zijn onder meer De tekenkamer van en de Strip Battle.
Strips die verschenen in het blad zijn onder meer Llewelyn Fflint bedacht door Peter van Straaten en hier gerealiseerd door Fred de Heij en Ger Apeldoorn; De meimoorden van Eric Heuvel en Jacques Post; Olivier B. Bommel met het verhaal De tijdverdrijver door Ruud Straatman en Tim Artz.
Speciale uitgaven in de reeks zijn de nummers 0 (het introductienummer), 5,5 (als nagedachtenis aan Jan Kruis, uitgebracht op 23 augustus 2017) en 21/22 (een dubbeldikke uitgave waarbij Suske en Wiske centraal staan).